# نصف كراون (عملة نيوزيلندية)
نصف كروان هو الأكبر من بين خمس فئات من عملات الجنيه النيوزيلندي التي صدرت لأول مرة في عام 1933. قدم بسبب نقص العملات الفضية البريطانية المماثلة في أعقاب انخفاض قيمة الجنيه النيوزيلندي مقابل الجنيه الإسترليني ويبلغ قياس العملة حوالي 32 مـم (1.3 بوصة) في القطر. وكان يساوي ثلاثين بنسًا أو شلنين ونصفًا أو ثمن الجنيه.
صمم العملة المعدنية بواسطة جورج كروجر جراي ويظهر على ظهرها شعار النبالة النيوزيلندي المحيط به منحوتات خشبية من الماوري. تمت الموافقة عليها بسرعة من قبل لجان التصميم في بريطانيا ونيوزيلندا لحل النقص في العملة المحلية وكانت العملة أول فئة من العملات النيوزيلندية تدخل التداول. سكت في البداية بواسطة دار سك العملة الملكية من الفضة النقية عيار 500 ولكن أنتجت من النحاس والنيكل منذ عام 1947 فصاعدًا. صدر إصدار تذكاري للاحتفال بالذكرى المئوية لمعاهدة وايتانجي ودخل التداول في عام 1940.

## الخلفية
تتدول نصف التاج البريطاني لأول مرة في نيوزيلندا خلال أوائل القرن التاسع عشر إلى جانب العديد من العملات الفضية الأخرى بما في ذلك الإصدارات الأمريكية والإسبانية والفرنسية والهولندية إلى جانب فئات فضية بريطانية أخرى. أكد الجنيه الإسترليني البريطاني باعتباره العملة القانونية في عام 1858 ولكنه كان في الواقع العملة الوحيدة المتداولة منذ عام 1847. دخلت نصف الجنيهات الذهبية والتي تعادل قيمتها عشرة شلنات الإنتاج في أستراليا في خمسينيات القرن التاسع عشر وأصبحت عملة قانونية (مع أنها لم تصبح عملة قانونية داخل المملكة المتحدة نفسها حتى عام 1864). بدأ التداول الواسع النطاق للعملات الفضية الأسترالية في نيوزيلندا في عام 1930 عندما خفضت أستراليا قيمة الجنيه الأسترالي مقابل الجنيه الإسترليني. بدأت كميات كبيرة من العملة الأسترالية المخفضة تتدفق إلى نيوزيلندا لتشكل في نهاية المطاف ما بين 30% إلى 40% من إجمالي العملات المتداولة بحلول أوائل عام 1933. كما زادت عمليات تزوير العملات الفضية خلال هذه الفترة.
وفي عام 1933 خفضت نيوزيلندا قيمة الجنيه النيوزيلندي مما أدى إلى تهريب جماعي للعملات الفضية إلى بريطانيا وممتلكاتها الاستعمارية الأخرى. بعد عدة عقود من المقترحات سعت حكومة نيوزيلندا إلى إنشاء عملة محلية في نفس العام. قانون العملات لعام 1933 حدد أوزان وأحجام الفئات الستة من العملات الفضية النيوزيلندية وعرف الشلن بأنه عملة معدنية بوزن 5.66 غرام (0.200 أونصة). وكان الشلن يساوي اثني عشر بنسًا أو نصف فلورين.مع أن الشركات المحلية عرضت إنتاج العملات المعدنية إلا أن حكومة نيوزيلندا اعتبرت أن المرافق المحلية غير كافية للإنتاج الضخم وتعاقدت مع دار سك العملة الملكية لسك العملة.

## التصميم
تميزت جميع وجوه العملات المعدنية من الإصدار الأولي لعام 1933 بتمثال نصفي للملك جورج الخامس صممه مصمم دار سك العملة الملكية بيرسي ميتكالف في البداية للاستخدام على الجنيه الروديسي الجنوبي. استند هذا إلى تمثال نصفي متوج أقدم للنحات الأسترالي بيرترام ماكينال والذي استخدم في سك العملات المعدنية في المستعمرات والممتلكات البريطانية الأخرى. كان التصميم العكسي مسألة تعاون بين اللجنة الاستشارية للدار الملكية للسك برئاسة نائب السيد روبرت جونسون وحكومة نيوزيلندا. قاموا باستشارة فنانين محليين وأعضاء جمعية العملات النيوزيلندية طوال عملية التصميم ولكن كلف المصممين البريطانيين بإنشاء سلسلة أولية من التصاميم مع أن طلبات الجمعيات الفنية المحلية للحصول على فنون محلية للعملات المعدنية. كان ميتكالف وجورج كروجر جراي فنانين ذوي خبرة حيث سبق لكل منهما أن صمم عملات معدنية لعدة مستعمرات وممتلكات بريطانية أخرى. كلف الاثنين بتقديم تصميمات لكل من الفئات الخمس الأولية للعملات الفضية.

رفض الإنجاز الكامل لشعار النبالة من قبل كروجر جراي بسبب تعقيده.

وقد قدم كل من ميتكالف وكروجر جراي نماذج جبسية لنصف التاج. كان كلا التصميمين مستوحى من شعار النبالة لنيوزيلندا ولكن اللجنة الاستشارية فضلت بشدة تصميم كروجر جراي ولم تتطلب سوى تعديلات طفيفة على موضع النص. مع وجود نقش على الخشب مستوحى من نقوش الكورورو ثني على التصميم لاحقًا لدمجه بين أيقونات الباكيه والماوري. وفق على العملة المعدنية مع الحروف المعدلة في 18 يوليو 1933.
كان رئيس وزراء نيوزيلندا جورج فوربس يتمتع برئاسة ضعيفة للغاية وكان وزير المالية جوردون كوتس يشغل منصب رئيس الوزراء بالإنابة بحكم الأمر الواقع وخاصة أثناء إقامة فوربس الطويلة في بريطانيا. في يوليو 1933 عيّن كوتس لجنة تصميم العملات والتي تتألف من فنانين محليين مختلفين إلى جانب أعضاء جمعية العملات النيوزيلندية. دعت لجنة كوتس إلى تحقيق كامل للأسلحة بما في ذلك الداعمين لتصويرهم على نصف التاج. اعتبر كروجر جراي هذا الأمر غير مقبول حيث كتب أنه "كان هناك الكثير مما يجعل هذا الأمر ممكنًا وحتى لو حصل ذلك فإن النتيجة ستكون غير مرضية على الإطلاق من الناحيتين الفنية والعملية". وافق كوتس في النهاية على تصميم كروجر جراي في أغسطس بسبب النقص الملح في العملات الفضية ذات الفئات العالية. ستكون هذه العملة هي التصميم الوحيد لكروجر جراي الذي وافق عليه كوتس دون تعديل.
كانت الشحنة الأولى من العملات المعدنية من فئة نصف التاج والتي تبلغ قيمتها الاسمية 250 ألف جنيه إسترليني في طريقها إلى نيوزيلندا في أوائل نوفمبر/تشرين الثاني. طوال شهر نوفمبر حاول كوتس دفع قانون العملة المعدنية لعام 1933 عبر البرلمان مما أدى إلى تفويض إنتاجها بأثر رجعي وتخصيص العملات المعدنية كعملة قانونية. ورغم استمرار النقاش البرلماني حول تصميم العملات المعدنية والحاجة إلى عملة وطنية مميزة فقد أقرر مشروع القانون في 27 نوفمبر/تشرين الثاني. وصلت الشحنة بعد ثلاثة أسابيع ودخلت التداول بسرعة.

## الاستقبال
قدم كوتس وصفًا للعملة المعدنية للجمهور في 5 نوفمبر 1933 مع ظهور نسخة طبق الأصل من التصميم في صحيفة أوكلاند ويكلي نيوز بعد يومين. أشاد الدومينيون بحدة العملة المعدنية و"اللمسة النهائية الرائعة" بالإضافة إلى السبائك الرباعية المستخدمة في إنتاج العملة. نشرت صحيفة إيفنينج بوست مقابلة مع عالم العملات آلان سوثرلاند الذي وصف عملية التصميم وأشاد بالتصميم باعتباره "مزيجًا رائعًا من السمات الشعارية والأصلية" بالإضافة إلى تفاصيل وجه ميتكالف. مع أن الإشادة بالعملة المعدنية في المقابلة كتب ساذرلاند بطريقة خاصة أن تصميم الوجه الخلفي كان مكتظًا.
ظهرت معارضة دينية كبيرة بسبب حذف عبارة دي غراتيا من العملة المعدنية و فيدي ديفينسور من ألقاب الملك المدرجة. وأعلنت الكنيسة المعمدانية النيوزيلندية أن الإزالة تعكس المواقف الإلحادية للحكومة النيوزيلندية. ودعا اتحاد القضاة في نيوزيلندا إلى إعادة الشعارات اللاتينية إلى العملات المستقبلية. صرح وزير الخزانة ألكسندر بارك للصحافة بأن الملك وافق على هذا الحذف حيث أزيلة الألقاب من العملات المعدنية في جميع المستعمرات باستثناء أستراليا. أثار السياسي البريطاني جون سانديمان ألين هذه القضية أمام برلمان نيوزيلندا أثناء زيارته في أواخر عام 1934 ولكن لم يتم اتخاذ أي إجراء لتعديل العناوين.

## الذكرى المئوية التذكارية

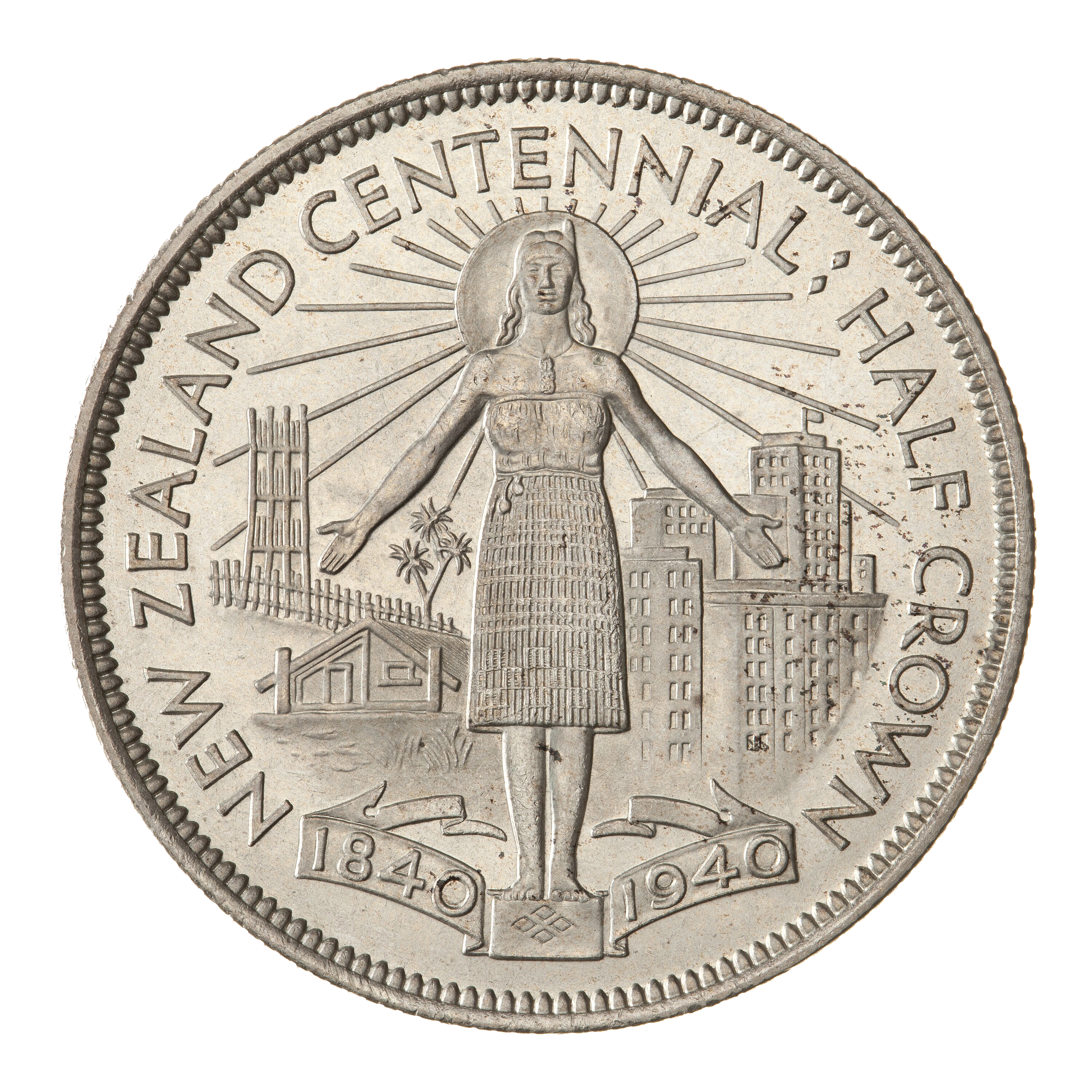
يتضمن الجزء الخلفي من نصف التاج المئوي صورة لامرأة ماورية محاطة بالهندسة المعمارية التقليدية والحديثة.

واجهت أول عملة تذكارية لنيوزيلندا تاج وايتانجي عملية تصميم وإنتاج طويلة وفي النهاية لم تحظ بشعبية بين هواة جمع العملات. شجعت هذه التأخيرات والصعوبات على التخطيط على المدى الطويل للعملات التذكارية المستقبلية. بحلول أغسطس 1936 بدأت الجمعية النيوزيلندية لعلم العملات في السعي إلى إنشاء عملات تذكارية لإصدارها بمناسبة الذكرى المئوية لمعاهدة وايتانجي والتي تعتبر بمثابة ذكرى مئوية للبلاد نفسها. اقترح آلان سوثرلاند إنشاء نصف تاج تذكاري ليطرح للتداول بالقيمة الاسمية. وقد استجابت الحكومة لمقترح الجمعية وتعاونت معها لتصميم العدد التذكاري. رفض الإصدارات التذكارية للطوائف الأخرى مثل الفلورين لصالح نصف التاج الأكبر.
من أواخر أغسطس 1938 إلى نهاية سبتمبر أقيمت مسابقة لتصميم نصف التاج التذكاري بالإضافة إلى فئات البنس ونصف البنس المقترحة. قدم كل من ميتكالف وكروجر جراي تصميمات لنصف التاج ولكن اختيرة تصميمات ليونارد كورنوال ميتشل لجميع الفئات الثلاث. تميز تصميمه على شكل نصف تاج بامرأة ماورية ترتدي زي بيوبيو وتقف بذراعيها ممدودتين محاطة بالهندسة المعمارية الماورية التقليدية على يمينها ومناظر طبيعية حديثة للمدينة على يسارها وشمس مشرقة خلف رأسها. وقد ثبت أن مهمة دار سك العملة الملكية المتمثلة في نقل رسم ميتشل إلى سك العملة المعدنية مهمة صعبة. بسيطت تصميم البيوبيو إلى نمط عمودي أقل أصالة. وافق المفوض السامي جوردان على العملة في أغسطس 1939 ودخلت العملة مرحلة الإنتاج. كانت العملة المعدنية شائعة نسبيًا بين عامة الناس واختفت تقريبًا بالكامل من التداول بحلول عام 1941.

## سك العملة والإنتاج
وقد تباينت أرقام سك العملة المعدنية من فئة نصف التاج على مدار فترة تداولها فلم تصدر أي عملات معدنية من فئة نصف التاج لعدة سنوات بما في ذلك فترة تمتد لسبع سنوات من عام 1954 إلى عام 1960. لم تصدر أي نصف تيجان من التصميم "العادي" في عام 1940 عندما أصدرت العملة التذكارية المئوية.
يبلغ قطر نصف التيجان حوالي 32.3 ملم ووزنها 14.1 جرامًا. سكت العملات المعدنية في البداية بدرجة دقة 0.500 وصنعت باستخدام النيكل النحاسي منذ عام 1947 فصاعدًا. وقد سحبت البنوك العديد منها من التداول وقامت بصهرها للحصول على محتواها من الفضة. قاموا بإلغاء نصف التاج في عام 1967 لصالح الفئات الجديدة من الدولار النيوزيلندي.
| 1933      | 1934      | 1935    | 1936 |
| --------- | --------- | ------- | ---- |
| 2,000,000 | 2,720,000 | 612,000 | 0    |

| 1937    | 1938 | 1939 | 1940    | 1941    | 1942    | 1943      | 1944    | 1945    | 1946    | 1947      | 1948      | 1949      | 1950      | 1951      | 1952 |
| ------- | ---- | ---- | ------- | ------- | ------- | --------- | ------- | ------- | ------- | --------- | --------- | --------- | --------- | --------- | ---- |
| 672,000 | 0    | 0    | 100,800 | 776,000 | 240,000 | 1,120,000 | 180,000 | 420,000 | 960,000 | 1,600,000 | 1,400,000 | 2,800,000 | 3,600,000 | 1,200,000 | 0    |

| 1953    | 1954 | 1955 | 1956 | 1957 | 1958 | 1959 | 1960 | 1961   | 1962    | 1963    | 1964 | 1965      |
| ------- | ---- | ---- | ---- | ---- | ---- | ---- | ---- | ------ | ------- | ------- | ---- | --------- |
| 120,000 | 0    | 0    | 0    | 0    | 0    | 0    | 0    | 80,000 | 600,000 | 400,000 | 0    | 1,400,000 |

### الاستشهادات
1. ↑  Matthews، Ken (مارس 2003). "The Legal History of Money in New Zealand" (PDF). Reserve Bank of New Zealand Bulletin. ج. 66 ع. 1: 40–49. مؤرشف (PDF) من الأصل في 2023-11-01. اطلع عليه بتاريخ 2023-11-24.
2. ↑  Hargreaves 1972، صفحة 32.
3. ↑  Hargreaves 1972، صفحات 97–98.
4. ↑  Hargreaves 1972، صفحات 141–142.
5. ↑  Hargreaves 1972، صفحة 142.
6. ↑  An act to make Provision with respect to Currency, Coinage, and Legal Tender in New Zealand، 1933
7. ↑  Hargreaves 1972، صفحات 144–145.
8. ↑  Stocker 2005، صفحات 145–146.
9. ↑  Johnson، Robert A. (1934). Sixty-Fourth Annual Report of the Deputy Master and Comptroller of the Royal Mint – 1933 (Report). London: His Majesty's Stationery Office. ص. 6–8. مؤرشف من الأصل في 2023-11-04. اطلع عليه بتاريخ 2023-11-24.
10. ↑  Stocker 2005، صفحة 147.
11. ↑  Stocker 2005، صفحة 149.
12. ↑  Stocker 2005، صفحات 150–151.
13. ↑  Stocker 2005، صفحة 151.
14. ↑  Stocker 2005، صفحة 152.
15. ↑  An act to make Provision with respect to Currency, Coinage, and Legal Tender in New Zealand، 1933An act to make Provision with respect to Currency, Coinage, and Legal Tender in New Zealand (Coinage Act). New Zealand Parliament. 1933.
16. ↑  Stocker 2005، صفحات 155–156.
17. ↑  "New Half-Crowns". The Dominion. 28 نوفمبر 1933. مؤرشف من الأصل في 2024-12-11. اطلع عليه بتاريخ 2024-01-04.
18. ↑  "New Half-Crown". The Evening Post. 4 ديسمبر 1933. مؤرشف من الأصل في 2024-12-12. اطلع عليه بتاريخ 2024-01-04.
19. 1 2  Stocker 2005، صفحة 156.
20. ↑  Stocker 2005، صفحات 156–157.
21. ↑  Stocker 2010، صفحات 187–188.
22. ↑  Stocker 2011، صفحة 205.
23. ↑  Stocker 2011، صفحات 206–207.
24. ↑  Stocker 2011، صفحات 207–211.
25. ↑  Stocker 2011، صفحات 216–218.
26. ↑  Stocker 2011، صفحة 221.
27. ↑  Čuhaj، George S. (2015). Standard Catalog of World Coins: 1900–2000 (ط. 41st). Iola, Wisconsin: Krause Publications. ص. 1637–1638. ISBN:9781440240393.
28. ↑  Familton، Robert John؛ McLintock، A. H. (1966). "Coinage". An Encyclopaedia of New Zealand. Wellington: R.E. Owen. OCLC:1014037525.
29. ↑  Hargreaves 1972، صفحات 182–183.
30. 1 2 3  Čuhaj، George S. (2015). Standard Catalog of World Coins: 1900–2000 (ط. 41st). Iola, Wisconsin: Krause Publications. ص. 1637–1638. ISBN:9781440240393.Čuhaj, George S. (2015). Standard Catalog of World Coins: 1900–2000 (41st ed.). Iola, Wisconsin: Krause Publications. pp. 1637–1638. ISBN 9781440240393.

### الفهرس
- Hargreaves، R. P. (1972). From Beads to Banknotes. Dunedin: John McIndoe.
- Stocker، Mark (2005). "'A Very Satisfactory Series': The 1933 New Zealand Coinage Designs" (PDF). British Numismatic Journal. ج. 75: 142–160. مؤرشف (PDF) من الأصل في 2023-11-08. اطلع عليه بتاريخ 2023-01-04.
- Stocker، Mark (2010). "The New Zealand 'Waitangi' Crown of 1935" (PDF). British Numismatic Journal. ج. 80: 176–188. مؤرشف من الأصل (PDF) في 2024-08-29. اطلع عليه بتاريخ 2023-01-04.
- Stocker، Mark (2011). "Completing the Change: The New Zealand Coin Reverses of 1940" (PDF). British Numismatic Journal. ج. 81: 203–222. مؤرشف من الأصل (PDF) في 2024-03-29. اطلع عليه بتاريخ 2023-01-04.

1. ↑  Mintage figures for the centennial half-crown commemorative.